# 2060年代
2060年代（にせんろくじゅうねんだい）は、西暦（グレゴリオ暦）2060年から2069年までの10年間を指す十年紀。この項目では、国際的な視点に基づいた2060年代について記載する。

## 予定・予測されるできごと

### 2060年
- 日本の人口が8,674万人となり65歳以上の高齢者が総人口の4割になる、と国立社会保障・人口問題研究所が[いつ?]予測した[要出典]。
- 平城京を横断する近鉄奈良線の移転工事が完了予定[要出典]。

### 2061年
- ハレー彗星が地球に接近。最接近は7月29日（近日点通過）。

### 2062年
- フィンランドによるサイマー運河の租借が終了する。

### 2063年
- 8月24日、津軽海峡を挟む形で北海道と青森県で皆既日食。

### 2064年
- 日本の高齢者の割合がピークになる、と国立社会保障・人口問題研究所は [いつ?]に予測した[要出典]。

### 2065年
- [誰?]は、チェルノブイリ原子力発電所事故の被曝による癌での死者数がこの年までの累計で約1万6000人に達すると、予測した[要出典]。
- [誰?]は、韓国の高齢化率が46%に達し日本を追い抜く、と[いつ?]に予測した[要出典]。
- 10月12日、小惑星 (66063) 1998 RO1 が火星からわずか81万4000kmのところを通過する。
- 11月22日、金星が木星面を通過する。惑星同士の通過・掩蔽は、1818年1月3日以来247年ぶりのことで、1818年の通過も金星が木星面を通過するものだった。[要出典]

### 2068年
- 早ければこの年にヘリン・ローマン・クロケット彗星（w:111P/Helin-Roman-Crockett）が木星に捕獲され、一時的に衛星となり、周りを6回周回すると見られている[1]。
- 4月12日、直径300メートル以上の小惑星アポフィスが地球に接近。ヤルコフスキー効果の影響などによる衝突リスクも僅かながらに懸念されており、2020年時点の衝突確率は“Palermo Technical Impact Hazard Scale”の推定で15万分の1程度（トリノスケールは0、パレルモスケールは-2.88、NASAの脅威度ランキングで3位）[2]、イタリアのNEODySインパクトモニターサービスの推定による現実的な可能性として53万分の1程度（ヤルコフスキー効果も考慮した数値）とされている[3][4]。

### 2069年
- 1999年に宇宙へ向けて送信されたメッセージ「コズミック・コール1」がはくちょう座16番星に到達[5]。